# Рошенц
Рошенц (нім. Röschenz) — громада  в Швейцарії в кантоні Базель-Ланд, округ Лауфен.

## Географія
Громада розташована на відстані близько 55 км на північ від Берна, 21 км на захід від Лісталя.
Рошенц має площу 10,1 км², з яких на 7,2% дозволяється будівництво (житлове та будівництво доріг), 32,4% використовуються в сільськогосподарських цілях, 60% зайнято лісами, 0,4% не є продуктивними (річки, льодовики або гори).

## Демографія
2019 року в громаді мешкало 1897 осіб (+4,6% порівняно з 2010 роком), іноземців було 9,4%. Густота населення становила 188 осіб/км².
За віковим діапазоном населення розподілялося таким чином: 21,2% — особи молодші 20 років, 60,7% — особи у віці 20—64 років, 18,1% — особи у віці 65 років та старші. Було 798 помешкань (у середньому 2,4 особи в помешканні).
Із загальної кількості 240 працюючих 24 було зайнятих в первинному секторі, 45 — в обробній промисловості, 171 — в галузі послуг.